# La bemoll major
La bemoll major (també La♭M en la notació "llatina" o A♭ en la notació "germànica") és la tonalitat que té l'escala major a partir de la nota la♭. Així, la seva escala està constituïda per les notes la♭, si♭, do, re♭, mi♭, fa i sol. La seva armadura té quatre bemolls (si, mi, la, re). El seu relatiu menor és la tonalitat de fa menor, i la tonalitat homònima és la bemoll menor. El seu equivalent enharmònic és sol sostingut major.
Es diu d'aquesta tonalitat que produeix una sensació de pau, de serenitat, i va ser molt usada per Franz Schubert. Hi ha 24 de les obres per a piano de Frédéric Chopin que estan en la bemoll major, i és la tonalitat més usada pel compositor.
Beethoven escollia la bemoll major com la tonalitat adequada per un moviment lent que seguia a un en la tonalitat de do menor, una pràctica que Anton Bruckner va imitar en les seves dues primeres simfonies en do menor i també ho va fer Antonín Dvořák en la seva única simfonia, la Simfonia en do menor.
Atès que la bemoll major no va ser escollida com la tonalitat central en les obres orquestrals del segle xviii, passatges o moviments en aquesta tonalitat conservaven les afinacions de les timbales del moviment precedent. Per exemple, la Simfonia núm. 5 de Beethoven, en el primer moviment, té les timbales afinades en do i sol. Amb les timbales afinades manualment no hi havia temps per tornar-los a afinar en la bemoll i mi bemoll en el segon moviment. A la Simfonia núm. 1 de Bruckner, però, les timbales es tornen a afinar entre el primer moviment, en do menor, i el següent en la bemoll major.
Hi ha molts arranjaments de The Star-Spangled Banner a la tonalitat de la bemoll major, i dels cantants professionals s'espera que la cantin en la bemoll o si bemoll major en les audicions.
La Simfonia núm. 1, en la bemoll major, d'Edward Elgar és l'única simfonia en aquesta tonalitat en el repertori orquestral estàndard. La bemoll major és la tonalitat amb més bemolls que Domenico Scarlatti va usar en les seves sonates per a teclat, tot i que només la va fer servir dues vegades: a la K. 127 i la K. 130. Tant Felix Mendelssohn com John Field van escriure un concert per a piano en la bemoll major (el de Mendelssohn és per a dos pianos); aquests tenen les trompes i les trompetes afinades en mi bemoll. En sinestèsia és utilitzada per representar el color violat.